# О Годон
О Годон (кор. 오거돈; род. 28 октября 1948, Пусан) — государственный служащий Республики Корея, и. о. мэра Пусана (2003—2004), министр морских дел и рыболовства (2005—2006), ректор Корейского морского университета (2008—2009).